# Slot Bürresheim
Het Slot Bürresheim (Duits: Schloss Bürresheim) bevindt zich in het dal van de Nette, ten noordwesten van de Duitse plaats Mayen bij Sankt Johann (Rijnland-Palts).  Dankzij de strategische locatie van de burcht in het grensgebied van Keur-Keulen en Keur-Trier bepaalden de keurvorsten de geschiedenis van de burcht in belangrijke mate mee.

## Geschiedenis

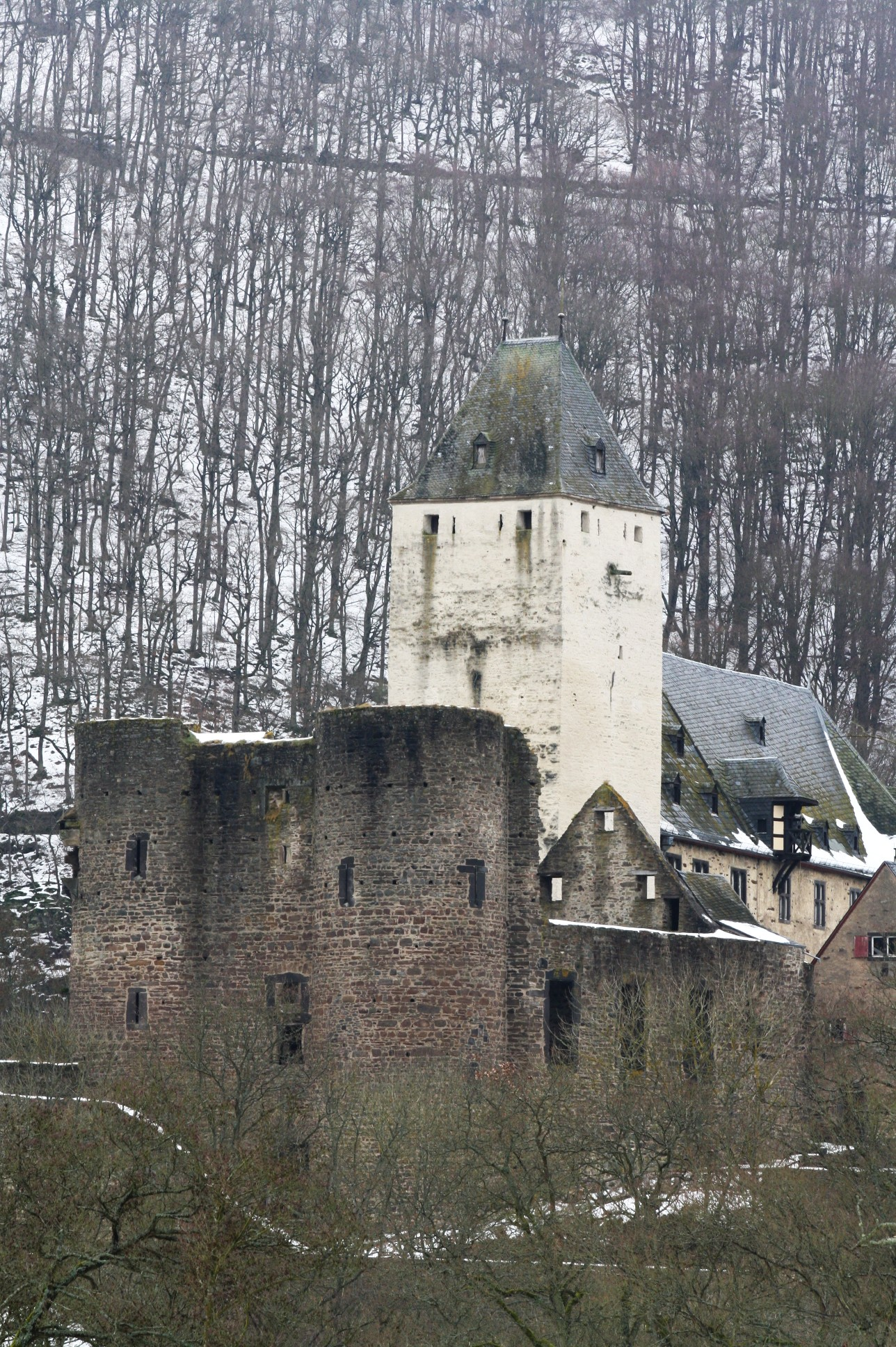
Keulse burcht

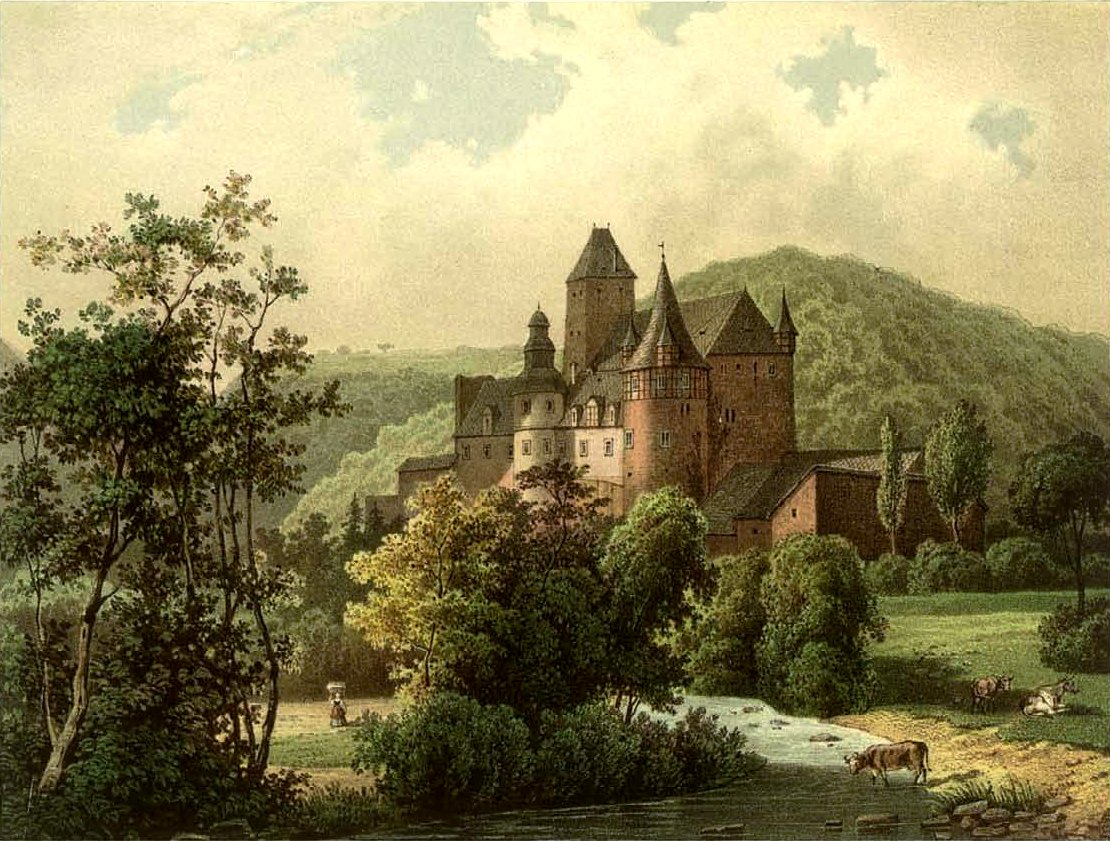
Het slot in de 19e eeuw

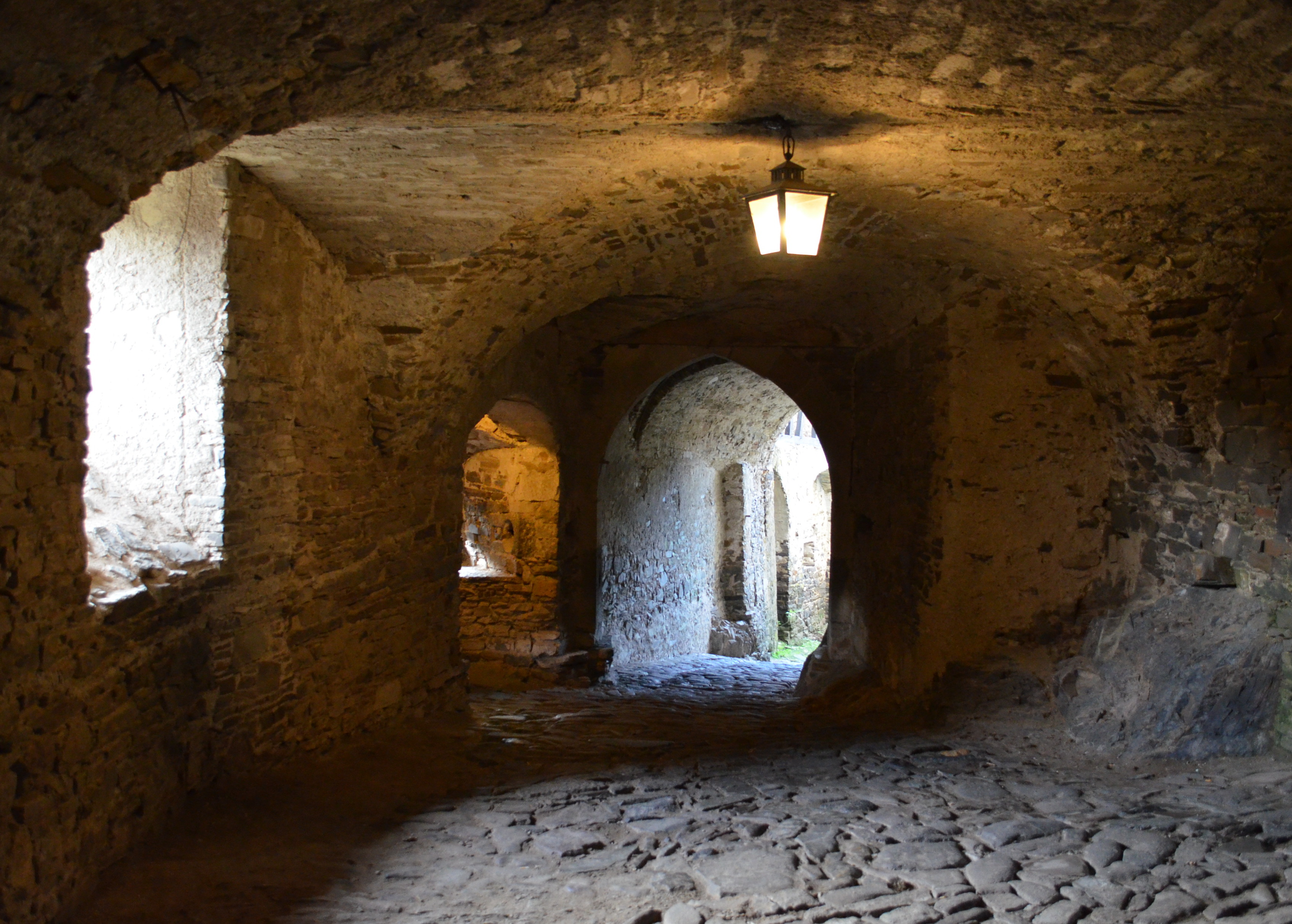
Toegang tot de burcht

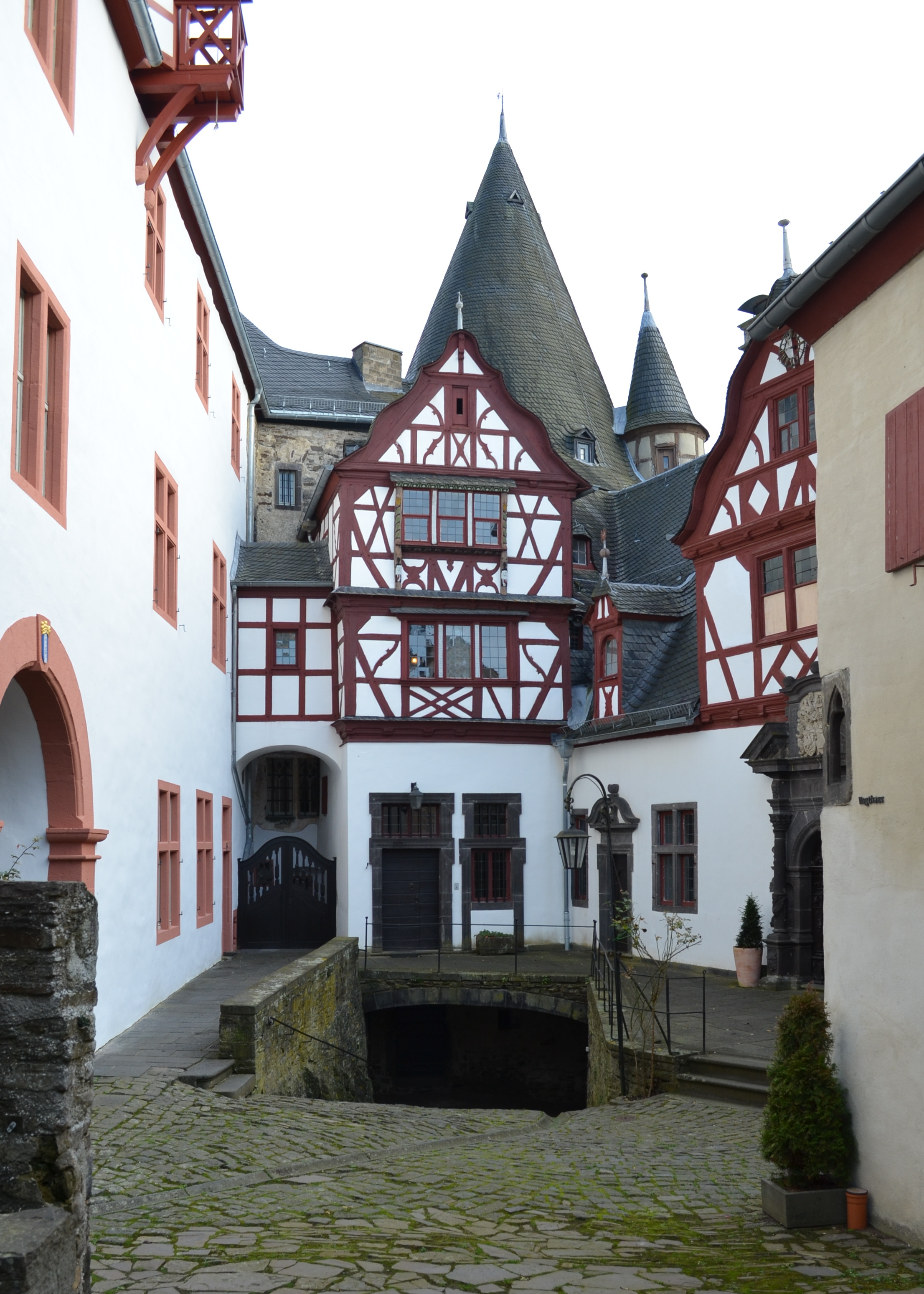
Binnenhof

Het slot duikt samen met de namen van de toenmalige eigenaren Eberhard en Mettfried voor het eerst op in een document van 1157. Eberhard's zoon Filip verkocht kort voor 1189 zijn aandeel aan de aartsbisschop van Keulen, Filips I van Heinsberg, om het vervolgens als leengoed terug te verwerven. Ook het aartsbisdom Trier zag voor de verdediging van haar belangen de locatie in en verwierf onder aartsbisschop Hendrik II van Fistingen de ander helft van de toenmalige burcht.
Samen met de burchten Eltz en Lissingen is Bürresheim de enige burcht in de Eifel, die nooit veroverd of verwoest werd en alle oorlogen van de 17e en 18e eeuw en de maatschappelijke onrust van de Franse Revolutie ongeschonden doorstond.

## Architectuur
Het als één geheel ogende complex kreeg pas vanaf de 15e eeuw de huidige hoofdvorm. Daarvoor waren er twee volledig afzonderlijke burchten, die slechts de romaanse bergfried uit de 12e eeuw met elkaar deelden. Ooit werd het slot met ringmuren en twee grachten verdedigd, maar de grachten werden geslecht en van de ringmuren bleven slechts enkele resten bewaard.

#### Bergfried
De bergfried is het oudste deel van het slotcomplex. Vroeger was de bergfried alleen door een hoge opening in de muur te betreden, maar in de 17e eeuw werd er vanuit de binnenhof een vaste barokke trap aangelegd. Vermoedelijk werd in de 15e eeuw de bergfried met een etage verhoogd om er op de vijfde verdieping de woning van de torenwachter in te richten.

#### Keulse burcht
De naamgever van dit deel van de burcht was de initiatiefnemer aartsbisschop Filips I van Heinsberg, die het gebouw in 1339 in het westelijke deel van het complex liet bouwen. Het bestond uit een grote voorburcht, waarvan tegenwoordig alleen nog resten van de ringmuur en de gotische kernburcht bewaard bleven. De toegang volgde vanuit het noordwesten over een valbrug. De kernburcht bestond uit het poortgebouw met dubbele torens, dat tegelijkertijd als schildmuur diende. Daarachter bevond zich een zaalbouw: een grote zaal met een kleine afgescheiden kapel en daaronder een kelder met een tongewelf.
Na de uitbouw van de Trierse burcht vanaf 1659 werd de Keulse burcht alleen nog bedrijfsmatig gebruikt en ten slotte aan het verval prijsgegeven. Tegenwoordig is de Keulse burcht een ruïne.

#### Trierse burcht
De oudst bewaarde delen van de Trierse burcht gaan terug op de landvoogden van Leutesdorf, die aan de grens van de Keulse burcht in de tweede helft van de 14e eeuw woonverblijven lieten verrijzen. Alle andere gebouwen zijn in de huidige vormen onder de heren van Breidbach ontstaan. Gerhard en Johan van Breidbach lieten na 1473 in het zuidoosten een drie verdiepingen tellende residentie  bouwen met een ronde toren die vier meter dikke muren kreeg. De bovenste torenverdieping van vakwerk werd later toegevoegd. Nadat het huis Breidbach in 1659 het eigendom verwierf over het hele complex, werd de burcht uitgebouwd tot een barok woonslot. Tussen de ronde toren en het voogdhuis verrees een grote zuidelijke vleugel, terwijl in de periode 1698-1700 door Georg Rheinhard van Breibach het laatste gat tussen de bergfried en de gotische residentiële verblijven met de zogenaamde Kapellenbau werd gesloten. Wat ongebruikelijk is dat de bouwer in tegenstelling tot de vroegere praktijk de kapel niet op de begane grond maar op de eerste verdieping liet inrichten
Op de zuidwestelijke hoek van de burcht werd in 1683 een barokke tuin aangelegd. In 1952 werd deze tuin gereconstrueerd.

## Bezichtiging
Delen van de Trierse burcht kunnen in het kader van een rondleiding worden bezichtigd. Dankzij het feit dat Bürresheim voor een lange periode in handen bleef van één adellijke familie, bleef een unieke, bezienswaardige inrichting bewaard, die de periode van de late gotiek tot het historisme vertegenwoordigt. De talrijke portretten tonen de leden en verwanten van de eigenaren uit vroegere tijden. Tot de vooraanstaande gasten van het slot behoorden o.a. koning Lodewijk I van Beieren en keizer Wilhelm II.
De ruïne van de Keulse burcht is niet toegankelijk voor het publiek.

## Trivia
In de film Indiana Jones and the Last Crusade is een korte buitenopname van het slot te zien. Het slot Bürresheim stelt in de film het fictieve slot Brunwald aan de Duits-Oostenrijkse grens voor, waar dr. Henry Jones werd vastgehouden. Bürresheim is eveneens in enkele Duitse filmproducties te zien alsook in een reclamespot van 4711.